# 1885 en Suisse
Chronologie de la Suisse
- 1881
- 1882
- 1883
- 1884
- 1885
- 1886
- 1887
- 1888
- 1889

Chronologie de la Suisse
1884 en Suisse - 1885 en Suisse - 1886 en Suisse

## Gouvernement au1erjanvier 1885
- Conseil fédéral[1]
  - Karl Schenk (PRD), président de la Confédération
  - Adolf Deucher (PRD), vice-président de la Confédération
  - Bernhard Hammer (PRD)
  - Louis Ruchonnet (PRD)
  - Emil Welti (PRD)
  - Walter Hauser (PRD)
  - Numa Droz (PRD)

## Évènements

### Janvier
Vendredi 1er janvier 
- Entrée en vigueur de la loi fédérale concernant un nouveau tarif de péages fédéraux.

 Lundi 25 janvier 
- Décès à Paris, à l’âge de 78 ans, du photographe Friedrich von Martens.

 Dimanche 25 janvier 
- Décès à Zurich, à l’âge de 65 ans, du théologien Alois Emmanuel Biedermann.

### Février
Jeudi 5 février 
- Création à Neuchâtel de la Société neuchâteloise de géographie.

### Mars
Dimanche 1er mars 
- Votation cantonale. Le peuple du canton de Vaud approuve la révision de la Constitution introduisant le droit de référendum et l’impôt progressif.

 Vendredi 6 mars 
- Décès à Menton (Alpes-Maritimes), à l’âge de 37 ans, du peintre neuchâtelois Charles-Edouard DuBois.

### Avril
Mardi 7 avril 
- Création à Olten (SO) de l’Association suisse de football.

 Samedi 18 avril 
- Décès à Genève, à l’âge de 55 ans, de l’historien Marc Monnier.

### Mai
Samedi 2 mai 
- Drame familial à Saint-Gervais (GE). Une mère égorge ses quatre enfants endormis. Un seul survit à l’infanticide.

### Juin
Lundi 8 juin 
- Création à Zurich de l’Association des caisses-maladie d'entreprises suisses

### Juillet
Samedi 18 juillet 
- Mise en service du funiculaire du Marzili à Berne.

 Dimanche 19 juillet 
- Début du Tir fédéral à Berne.

### Septembre
Vendredi 25 septembre 
- Décès à Valeyres-sous-Rances, à l’âge de 75 ans, du botaniste Edmond Boissier.

### Octobre
Dimanche 25 octobre 
- Votations fédérales. Le peuple approuve, par 230 250 oui (59,4 %) contre 157 463 non (40,6 %), une modification partielle de la Constitution fédérale.

### Novembre
Dimanche 1er novembre 
- Entrée en vigueur de la loi fédérale concernant la surveillance des entreprises privées en matière d'assurance.

 Dimanche 8 novembre 
- Décès à Lausanne, à l’âge de 75 ans, du géographe Ulysse Guinand.